# Sheila Mercier
Sheila Mercier, född 1 januari 1919 i Hull, East Yorkshire, död 4 december 2019 i Kent, var en brittisk skådespelare. Hon är mest känd för rollen som Annie Sugden i TV-serien Hem till gården (från seriens start 1972 fram till 1996, med en tillfällig gäståterkomst 2009).